# Vasile Balș
Vasile Balș (n. 1756, Iași, Moldova – d. 4 februarie 1832, Viena, Imperiul Austriac) a fost un cărturar iluminist și om politic român din Bucovina, care a deținut funcția de căpitan districtual (guvernator) al Bucovinei în perioada 1792-1805.

## Biografie
Vasile Balș s-a născut în perioada 1757-1769 în orașul Iași, fiind descendent al unei vechi familii boierești, care se bucura de încrederea autorităților moldovene și austriece deopotrivă. Tinerețea a petrecut-o la moșia părintească din Russ Plăvălar.:p. 9
În 1776 a fost delegat de domnul Moldovei, Grigore Ghica, pe lângă comisia mixtă austro-turcă de delimitare a graniței după alipirea nord-vestului Moldovei denumit „Bucovina” la Imperiul Habsburgic. În vederea reorganizării administrative a acestei alipiri, la 4 aprilie 1780 a fost organizată o conferință la Viena care urma să stabilească dacă noul teritoriu va fi înglobat în confiniul militar de la Năsăud, fie ca alipit la Galiția, fie ca divizat în două regiuni. Episcopul Dosoftei Herescu a ținut un sfat cu credincioșii care s-au opus acestor măsuri. Dorințele exprimate au fost incluse într-un memoriu cuprinzător intitulat „Descrierea Bucovinei și a situației ei interne” care a fost prezentat, alături de o „relatare de supușenie”, la 13 noiembrie 1780 de Vasile Balș contelui Andrei Hadik, președintele Consiliului Aulic de Război de la Viena. Împăratul a fost atât de impresionat încât a dat ordin ca Vasile Balș să fie întrebuințat în calitate de „conțopist aulic” (redactor) în administrația militară a Bucovinei. La scurt timp a fost numit consilier al guvernatorului militar al Bucovinei, generalul Karl von Enzenberg, iar mai târziu prim-asesor al tribunalului episcopal.
Printre propunerile înaintate de către el guvernului austriac menționăm următoarele:
- constituirea Bucovinei ca o provincie moldovenească de sine stătătoare, administrată autonom;
- organizarea unei episcopii proprii a Bucovinei;
- înființarea de școli moldovenești la sate și orașe;
- o îndrumare mai bună a agriculturii printr-o cultură intensivă a ogoarelor;
- reorganizarea comerțului;
- modernizarea vieții rurale.

Multe dintre aceste propuneri au fost realizate după 6 august 1786, când a încetat conducerea militară a generalului Enzenberg. 
La data de 12 februarie 1782, Vasile Balș a participat la 12 februarie 1782 la instalarea ca episcop exempt al Bucovinei a chiriarhului Dosoftei Herescu. În vederea reducerii numărului mănăstirilor și schiturilor și secularizării moșiilor lor, a fost numită o comisie condusă de vicarul Meletie din care a făcut parte și baronul Vasile Balș. Procesul a fost anevoios și a creat multe animozități.
În 1783 împăratul Iosif al II-lea l-a numit redactor și, în același timp, referent aulic, la Consiliul Aulic de Război. Practic, el a fost reprezentantul de facto în Bucovina al programului imperial de reforme.:p. 10 În același an îl aduce pe Ion Budai-Deleanu la Cernăuți, unul dintre primii organizatori ai învățământului de stat din Bucovina. Va ajunge apoi la Lemberg, capitala Galiției, în calitate de consilier regal și imperial la Înalta Curte de Apel.
Imediat după dizolvarea administrației militare a Bucovinei în 1785, Vasile Balș este transferat la Viena în calitate de redactor al traducerilor în limba română pe lângă cancelaria aulică unită boemo-austriacă, forul suprem de conducere a Galiției și Bucovinei. În această perioadă, intră în contact cu francmasoneria, devenind membru al lojelor Adevărata Concordie și Adevărul, având ca frați de lojă pe contele  Franz Anton von Kolowrat-Liebsteinsky, președintele Camerei Imperiale și pe consilierul aulic Joseph von Sonnenfels. În 1789 se îmbolnăvește și timp de doi ani întrerupe activitatea.
După vindecare și o refacere de câteva luni la moșia părintească din Moldova, prezintă noului monarh, Leopold al II-lea, două manuscrise: Istoria și petiția fostului boier Balș și Studii istorice asupra Moldovei și Valahiei în legăturile lor cu Austria. El apela împăratul să elibereze Moldova și Valahia de sub jugul turcilor și să le încorporeze Imperiului Austriac. Vasile Balș este mesagerul unui nou memoriu al bucovinenilor adresat împăratului prin care se arăta că deosebirile de limbă, de datini și de obiceiuri constituie o reală piedică în calea coordonării administrative a Bucovinei și Galiția. Prin patenta imperială din 29 septembrie 1790 se dispunea despărțirea celor două provincii.:p. 58 Este numit secretar al guberniului din Lemberg, iar în decembrie 1791 este ridicat la rangul de baron.:p. 15
În decembrie 1791 este numit consilier al guberniului și căpitan districtual al Bucovinei cu reședința la Cernăuți.:p. 52 până în 1805 fiind primul român care a deținut această funcție (până în 1808). Printre realizările sale ca guvernator putem menționa următoarele:
- a contribuit la secularizarea averilor mănăstirești în Bucovina;
- a contribuit la crearea fondului religionar, din care se subvenționau clerul și școlile;
- dezvoltarea învățământului în limba română: a adus manuale școlare de la Viena, a tradus și a editat manuale școlare în limba română, a realizat prima carte laică românească folosită în școlile bucovinene.

Se pensionează din politică în anul 1808. Ulterior, în anul 1818, este numit în funcția de șambelan al Curții de la Viena. A murit la data de 4 februarie 1832 în Viena.
De numele său sunt legate toate reformele din primii 40 de ani de ocupație austriacă în Bucovina, inclusiv menținerea Bucovinei ca ducat autonom în cadrul Imperiului Habsburgic.